# Karl-Heinz Menz
Karl-Heinz Menz (n. 17 decembrie 1949, Tambach-Dietharz, Turingia, Germania) este un biatlonist ce a reprezentat Republica Democrată Germană, medaliat olimpic. A participat la o ediție a Jocurilor Olimpice (1976) în care a câștigat o medalie de bronz.

## Participări
Lista de mai jos prezintă principalele competiții la care a participat Karl-Heinz Menz de-a lungul carierei.
- biathlon at the 1976 Winter Olympics – relay[*]